# 英義聯賽盃
英格蘭-義大利聯賽盃（英語：Anglo-Italian League Cup）是英格蘭與義大利球隊之間的足球錦標賽。與英義盃同於1969年創立，共供英格蘭的聯賽杯(1969-71年)或足總杯(1975-76年)與義大利的意大利盃（Coppa Italia）的冠軍對抗賽，分主客兩回合累計定勝負，前後共舉行了五屆比賽，於1976年停辦。

## 歷屆冠軍
| 年度              | 冠軍            | 亞軍        | 比數           |
| 1969年            | 英格蘭          | 義大利 羅馬 | 5-2 (1-2; 4-0) |
| 1970年            | 義大利 博洛尼亞 | 英格蘭 曼城 | 3-2 (1-0; 2-2) |
| 1971年            | 英格蘭          | 義大利      | 3-0 (1-0; 2-0) |
| 1972-74年沒有比賽 |                 |             |                |
| 1975年            | 義大利 費倫天拿 | 英格蘭      | 2-0 (1-0; 1-0) |
| 1976年            | 義大利          | 英格蘭      | 4-1 (0-1; 4-0) |

## 外部連結
- RSSSF網站英義聯賽盃歷史及賽果 （页面存档备份，存于）